# 霍利迪城-伯克利
霍利迪城-伯克利（英語：Holiday City-Berkeley）是位於美國新澤西州海洋縣的普查規定居民點。

## 人口
根據2020年美國人口普查的數據，霍利迪城-伯克利的面積為15.62平方千米，當中陸地面積為15.45平方千米，而水域面積為0.16平方千米。當地共有人口12943人，而人口密度為每平方千米828.62人。